# Mare Nostrum Italiano

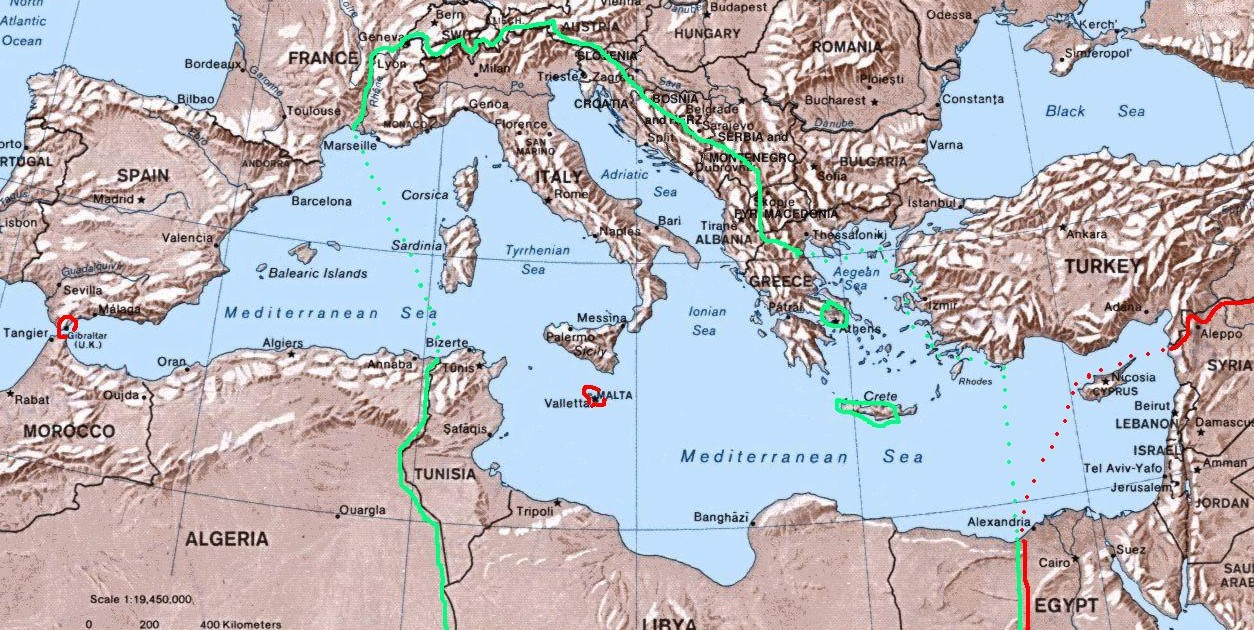
Mapa del Mare Nostrum Italiano en 1942. El color verde delimita las áreas controladas por Italia, mientras que el rojo delimita las inglesas.

Mare Nostrum Italiano es el nombre dado por Benito Mussolini al Mar Mediterráneo durante la Segunda Guerra Mundial como parte de su proyecto del Imperio colonial italiano entre el norte de África y sur de Europa.

## El Mare Nostrum de Mussolini

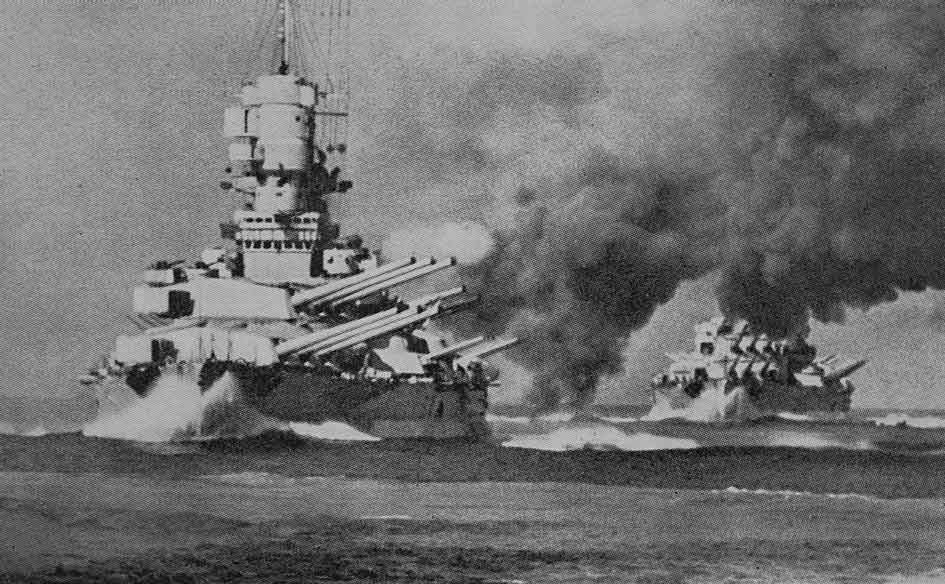
Acorazado italiano Vittorio Veneto durante una de las batallas navales en el Mediterráneo.

El Mediterráneo era llamado Mare Nostrum (que en latín significaba «Nuestro Mar») durante los siglos del Imperio romano, un imperio que el fascismo quería resucitar después de la conquista italiana de Etiopía en 1936.
Mussolini deseaba crear de nuevo la potencia de la Antigua Roma en el Mediterráneo y consideraba que Italia - en vísperas de la Segunda Guerra Mundial - era la principal potencia mediterránea. Declaró también que "El siglo veinte será el siglo de la Potencia italiana" y creó una de las marinas militares más poderosas del mundo para poder controlar el Mediterráneo.
En realidad, la nación que dominaba el Mediterráneo en 1940 era el Reino Unido, ya que los ingleses tenían las poderosas bases navales de Gibraltar, Malta, Alejandría y Chipre. Los ingleses controlaban también el Canal de Suez junto con los franceses (que ocupaban el Magreb africano). 
Pero a partir de la conquista italo-alemana de Grecia y Yugoslavia en abril de 1941, el Duce empezó a citar (inicialmente en un discurso celebrativo en Atenas) el Mare Nostrum Italiano, refiriéndose al Mediterráneo.

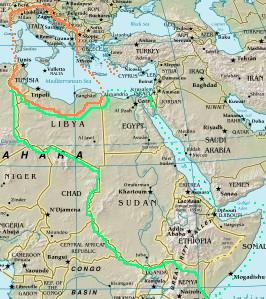
El proyecto fascista de crear un imperio italiano desde Egipto hasta Somalia (límites en verde), en la conferencia de paz después de haber ganado la Segunda Guerra Mundial. Italia se hubiera ensanchado hasta la costa de Libia (límites en anaranjado).

En 1942 Mussolini propuso crear una Gran Italia en su "Mare Nostrum" y promocionó el proyecto fascista - que se hubiera realizado en una conferencia de paz después de la victoria del "Eje" - de un imperio colonial italiano desde las orillas del Egipto mediterráneo hasta Somalia en el Océano Índico.
Todos estos proyectos se desvanecieron con la derrota del Reino de Italia el 8 de septiembre de 1943.

## Áreas del Mediterráneo controladas por Italia
Italia controló (directamente o indirectamente) las costas de las siguientes naciones mediterráneas, cuando Mussolini habló de un Mare Nostrum Italiano en sus discursos hechos entre 1941 y 1943:
- Francia: desde junio de 1940 hasta septiembre de 1943, la costa azul alrededor de Mentone. Desde noviembre de 1942 hasta septiembre de 1943, el delta del Ródano hasta Montecarlo.
- Córcega: desde noviembre de 1942 hasta septiembre de 1943.
- Italia: desde los Alpes hasta Istria. El Gobiernatorado de Dalmacia fue agregado al Reino de Italia entre abril de 1941 y septiembre de 1943.
- Yugoslavia: desde abril de 1941 hasta septiembre de 1943, todas las costas del Estado Independiente de Croacia y las del Montenegro italiano.
- Albania: desde 1939 hasta septiembre de 1943, todas las costas (la isla albanesa de Saseno era parte de Italia desde 1918).
- Grecia: desde abril de 1941 hasta septiembre de 1943, toda la costa continental desde Epiro hasta Tesalia, y la mayoría de las isla del mar egeo con la parte oriental de Creta.
- Dodecaneso: islas italianas dede 1912 hasta septiembre de 1943.
- Libia: colonia italiana desde 1911 hasta septiembre de 1943.
- Túnez: desde noviembre de 1942 hasta mayo de 1943.

## La Batalla por el control del Mediterráneo
Cuando Francia fue ocupada en 1940, Mussolini empezó a tratar de expandir su dominio en el centro del Mediterráneo atacando las posesiones del Reino Unido. Esto desató un conflicto que tuvo varias vicisitudes y que terminó con la victoria de los Aliados.
Inicialmente Mussolini desperdició la ocasión de adueñarse de Malta indefensa en junio de 1940 , porque creía equivocadamente que los ingleses estaban por aceptar la paz como consecuencia de la derrota francesa. Siguieron unos meses en que los italianos - que no estaban preparados para la guerra () - ocuparon pequeñas áreas de Egipto, Francia y Grecia. Pero ya a finales de 1940 las tropas de Mussolini empezaron a sufrir serios reveses, empezando por Grecia y Egipto. En el Mediterráneo también sufrieron el ataque aéreo a sorpresa sobre la base naval de Tarento (sucesivamente tomado como modelo por Japón para Pearl Harbor), con pérdida de un acorazado y varios buques de guerra dañados.
A principios de 1941 Mussolini empezó a aceptar ayuda de Hitler y esto se tradujo en una serie de ofensivas (desde el Afrika Korps de Rommel en Libia hasta la invasión de Yugoslavia y Grecia), que se reflejaron en un mayor dominio italiano del Mar Mediterráneo. 
Hubo así una serie de batallas navales (como las batallas de Cabo Matapan, de Punta Stilo, de Cabo Teulada) en que lentamente la inicial superioridad británica (favorecida por el radar, desconocido a los italianos) fue reduciéndose hasta que a finales de 1941 el Mediterráneo pasó a ser controlado - principalmente en su sección central - por los italianos. 
La primera y segunda batalla de Sirte y las batallas de junio y agosto de 1942 () marcaron el período en que el Mediterráneo fue llamado por Mussolini propagandisticamente el Mare Nostrum Italiano.
El suceso principal para los italianos fue cuando los "Maiali" (torpedos humanos) lograron hundir en Alejandría dos acorazados ingleses (el "Queen Elizabeth" y el "Valiant") en diciembre de 1941 (). Después de este suceso (y la contemporánea destrucción de la "Force K" naval inglesa de Malta), la Marina italiana obtuvo el casi completo control del Mediterráneo central
Como consecuencia de este control sobre el Mare Nostrum Italiano la Marina italiana pudo aportar en 1942 el suministro de armamentos y gasolina para la victoria de Tobruk en Libia y para el avance de las tropas italo-alemanas de Rommel hasta El Alamein en Egipto.

### Control aéreo del Mediterráneo
La Regia Aeronautica italiana empezó la guerra por el control del Mediterráneo con 3296 aviones (1332 bombarderos y 1160 "cazas") pero solamente 1796 estaban en perfectas condiciones de combate. La mayoría eran viejos aviones de "madera" del tipo usado en la guerra civil de España y no podían compararse con los modernos "Spitfire" ingleses en 1940. 
Pero en abril de 1941, cuando Mussolini empezó a coordenar sus ataques en el Mediterráneo juntamente a la Alemania de Hitler (conquistando Yugoslavia con Grecia y contratacando en Libia) las Fuerzas aéreas italianas ya contaban con los modernos aviones Macchi C.202, que podían enfrentarse a los mejores cazas ingleses. Estos aviones, juntamente con los nuevos Reggiane Re.2002 tomaron control de los cielos de Malta y del Mediterráneo central - junto a algunos aviones alemanes, como los famosos "Stukas" - durante la victoria de Rommel en Tobruk. 

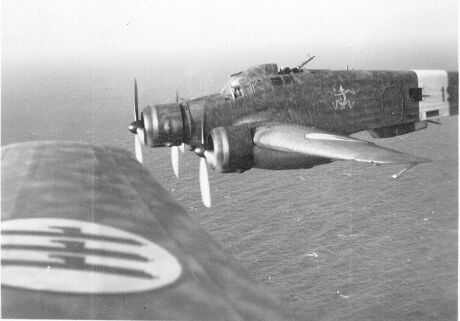
SM.79 "Sparviero" en formación sobre el Mediterráneo. Obsérvese la joroba con la ametralladora y la góndola bajo el fuselaje.

Uno de los más famosos aviones de combate italianos fue el torpedo bombardero llamado "Sparviero" (Savoia-Marchetti SM.79), que hundió muchos barcos aliados en todo el Mediterráneo, principalmente en 1941 y 1942.()
La Regia Aeronautica tuvo un solo tipo de bombardero de largo alcance: el Piaggio P.108 B. Agrupados en el "274 Gruppo Bombardieri", estos aviones cuadrimotores atacaron repetidamente Gibraltar desde Cerdeña en el verano 1942 () y potenciaron así la supremacía de Italia en el "Mare Nostrum Italiano" en esos meses.
Solamente a principios de 1943 aparecieron en los cielos de Túnez los modernos Macchi C.205 y Reggiane Re.2005. Pero no pudieron enfrentarse a la abrumadora superioridad numérica de los aviones de los Aliados, que para ese entonces contaban con la intervención de los Estados Unidos en el norte de África. 
El precio pagado por los aviadores italianos para controlar el "Mare Nostrum Italiano" fue muy alto: para principios de 1943, prácticamente el 88% de los aviones italianos usados en el Mediterráneo hasta entonces habían sido abatidos en combate.

### Control del Ejército italiano de las costas del Mare Nostrum
Italo Balbo, el único jefe fascista que se opuso a la alianza de Mussolini con Hitler, cuando recibió la orden de atacar Egipto en junio de 1940 comentó amargadamente diciendo que "Mussolini estaba cegado por el "blitzkrieg" alemán, pero a la larga la superioridad de los angloamericanos estaba destinada a doblegar el ataque de Hitler".
El mismo Mussolini sabía que el Ejército italiano no estaba en condiciones de combatir una guerra a escala mundial después de su participación en la guerra civil española y en la conquista de Etiopía, y ya en 1939 había promovido el Pacto de Acero entre Alemania, Italia y Japón para preparar (también en función antiKomintern) una guerra mundial después de 1942 en que la URSS de Stalin tenía que ser atacada por Alemania/Italia en el oeste (Rusia europea) y por Japón en el este (Siberia oriental).
Pero los resultados del "blitzkrieg" en Polonia y Francia precipitaron los eventos y así el Ejército italiano entró en guerra en pésimas condiciones, por las equivocadas órdenes de Mussolini que creía erróneamente en una Inglaterra derrotada en pocas semanas después de la rendición de Francia.
El Regio Esercito empezó la guerra con 73 divisiones (y una legión fascista de "Camizas Negras"), pero solamente 19 estaban completamente listas para el combate en junio de 1940. 
En efecto Italia durante los dos primeros años de la Segunda Guerra Mundial tenía solamente pequeños y medianos tanques (los Fiat M13/40 y Fiat M15/42), que no alcanzaban el nivel de los tanques ingleses. Solamente en el verano 1943 los italianos pudieron contar con un tanque pesado (el P40) , aunque apenas cinco unidades entraron en combate antes del armisticio de Italia en septiembre de 1943. Además, el Ejército italiano contó con buenos cañones antitanques (como el Semovente 75/18)  y vehículos blindados (como el AB 41)  solamente después del verano 1941, cuando empezó la ofensiva conjunta italo-alemana en los Balcanes y en Libia. Esta ofensiva canceló las iniciales derrotas italianas en el norte de África y en Grecia, creando las condiciones para que Mussolini pudiera jactarse en 1942 de que el Mediterráneo era un "Mare Nostrum Italiano" ya que sus riberas eran casi todas italianas (o de amigos de Italia). 
En efecto, en el verano/otoño de 1942 el Ejército italiano controlaba los territorios costeros del Mediterráneo europeo desde el Ródano en Francia hasta el Monte Olimpo en Grecia. Similarmente controlaba en el Mediterráneo africano los territorios costeros desde Túnez hasta El Alamein en Egipto. Este dominio italiano era incrementado por el hecho de que la mayor parte de los territorios costeros del Mediterráneo - que no eran italianos - pertenecían a países "amigos" o aliados de Mussolini: la España fascista de Franco, la Francia de Vichy y la Turquía de Mustafa Kemal Ataturk.
En esos meses Mussolini se solía referir al Mar Mediterráneo como al Mare Nostrum, en una manera parecida a la que usaban los antiguos Romanos, cuando dominaron el "Mundo Clásico". De todos modos hay que recordar que el Mare Nostrum de Roma duró casi siete siglos, mientras que el Mare Nostrum de Mussolini duró apenas un par de años.
El Ejército del Reino de Italia sufrió casi 210.000 muertos en los combates para el control de los territorios mediterráneos entre junio de 1940 y septiembre de 1943, desde la invasión de Francia en 1940 y la conquista de Yugoslavia y Grecia en 1941 hasta las batallas por el norte de África (1940 - 1943).

### Control de la Regia Marina Italiana en el Mediterráneo
Cuando la Regia Marina empezó la guerra en 1940 era la cuarta en el mundo y tenía sus dos principales bases en La Spezia y Tarento 
Contaba con varios buques de guerra modernos, con tecnología de primera para la época. Pero no contaba con el "radar", como la Marina inglesa, y esto fue fundamental en los reveses que sufrió en 1940 y principios de 1941 (Batallas de Cabo Matapan y Punta Stilo).
Otro factor negativo fue la escasez de carburante, que redujo la operatividad de los acorazados y cruceros italianos, especialmente en 1943 
Después del hundimiento de dos acorazados ingleses en Alejandría (Egipto), conseguido por los "Maiali" (torpedos humanos italianos), la Marina italiana empezó a controlar el Mediterráneo por casi un año (desde diciembre de 1941 hasta noviembre de 1942). 
En el mismo mes de diciembre de 1941 los ingleses perdieron la "Flota K" de base en Malta y así la Marina italiana pudo atacar continuamente todos los convoyes de ayuda a la isla, destruyendo docenas de cargos y hundiendo varios barcos de guerra aliados en un Mediterráneo que Mussolini empezó a llamar "Mare Nostrum Italiano".
En esos meses todos los enfrentamientos navales fueron favorables al "Eje", siendo el más importante el de la "Batalla de Agosto" (en que los ingleses perdieron también el portaaviones "Eagle"). 
En el verano de 1942 la Regia Marina inclusive planeó un ataque a Nueva York, que fue pospuesto por varias razones y al final nunca llegó a ser realizado .
Después de la llegada de los Estados Unidos al Mediterráneo a finales de 1942, la Regia Marina se desempeñó bien y con sacrificio en condiciones de completa desventaja por falta de carburante y cobertura aérea.
La Marina de guerra italiana sufrió enormes pérdidas entre el 10 de junio de 1940 y el 8 de septiembre de 1943: 28,937 muertos por el hundimiento de 13 cruceros, 42 destructores, 41 fragatas, 3 corbetas, 84 submarinos y muchos barcos menores. Para poder dominar el Mediterráneo en esos años, la Regia Marina perdió 314,298 toneladas de buques de guerra y hundió 411,935 toneladas de barcos de guerra de los Aliados.

## Principales batallas navales en el Mare Nostrum Italiano
Desde finales de 1941 hasta noviembre de 1942 el Mar Mediterráneo fue efectivamente un Mare Nostrum Italiano. 

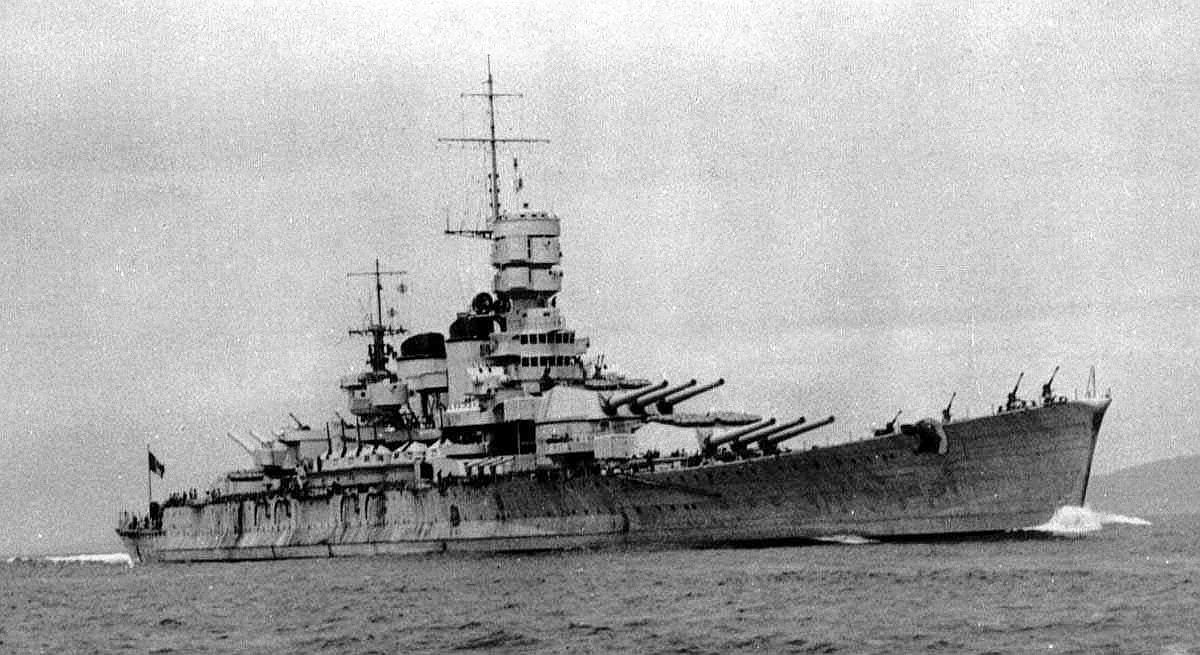
Acorazado "Roma" en 1942

El dominio italiano (apoyado por algunos submarinos alemanes) empezó prácticamente con el hundimiento de dos acorazados británicos en Alejandría por parte de los maiali (torpedos humanos) del teniente Teseo Tesei. A partir de ese ataque la marina inglesa apenas pudo sustentar Malta a costo de muchas pérdidas en convoyes. 
En agosto de 1942 el dominio italiano en el Mediterráneo central era tal que solamente un barco aliado logró llegar a la asediada Malta (y esto a costo de un entero convoy destruido, juntamente a siete naves de guerra hundidas, en la "Operation Pedestal"). Solamente con la llegada al Mediterráneo de los Estados Unidos, que desembarcaron en Argelia en noviembre de 1942, el equilibrio naval y militar cambió en favor de los Aliados.
Estas fueron las principales batallas navales de esos meses de Mare Nostrum Italiano:
- (1941) Ataque italiano a la base inglesa de Suda (en Creta) donde el crucero York fue destruido junto con un tanquero.
- (1941) Primera batalla de Sirte (Libia): en el combate la escuadra inglesa fue empujada por los barcos italianos hacia un campo de minas, donde los ingleses perdieron un crucero y un destructor (y lamentaron 800 marineros muertos).
- (1941) Hundimiento de los acorazados británicos "Queen Elizabeth" y "Valiant" el 19 de diciembre de 1941 por parte de los "Maiali" (torpedos humanos) italianos en la base inglesa de Alejandría (Egipto).
- (1942) Segunda batalla de Sirte (Libia): los ingleses perdieron varios barcos de un convoy a Malta, destruidos por el fuego del acorazado italiano "Littorio" (3 cruceros y 6 destructores ingleses fueron dañados).
- (1942) Batalla de Junio: los ingleses perdieron el crucero "Hermione" y 5 destructores tratando de proteger dos convoyes de ayuda a Malta (donde fueron hundidos también 11 barcos mercantiles y un tanquero).
- (1942) Batalla de mediados de agosto (conocida también com Operation Pedestal): los ingleses perdieron el portaaviones "Eagle", 3 cruceros y 7 barcos mercantiles tratando de alcanzar Malta desde Gibraltar.
- (1942) En septiembre los ingleses trataron de atacar Tobruk (en Libia) desembarcando de sorpresa ("Operation Agreement"), pero fueron contratacados por barcos y aviones italianos sufriendo 700 muertos y perdiendo algunos barcos menores (corbetas).

En noviembre de 1942 los Estados Unidos desembarcaron en Argelia y Marruecos, mientras los ingleses derrotaron Rommel y sus tropas italo-alemanas en la batalla de El Alamein. A partir de ese mes todo se derrumbó para Mussolini, que en pocos meses más vio desvanecerse completamente su sueño de un Mare Nostrum Italiano.

## Imágenes

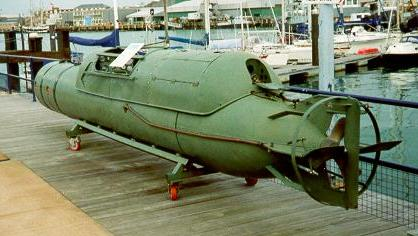
Original Maiale (torpedo humano italiano) en un museo del Reino Unido.
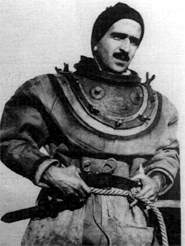
Mayor Teseo Tesei, inventor del Maiale, listo para atacar Malta con su creación.
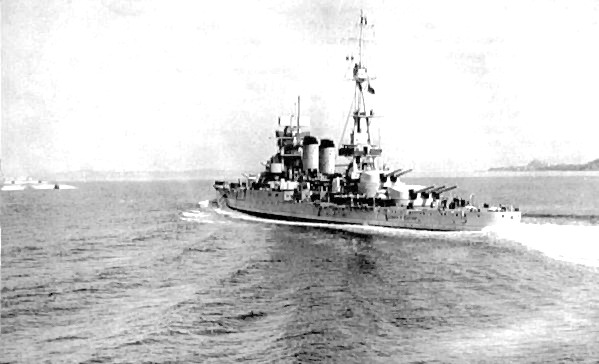
Acorazado italiano "Conte di Cavour".
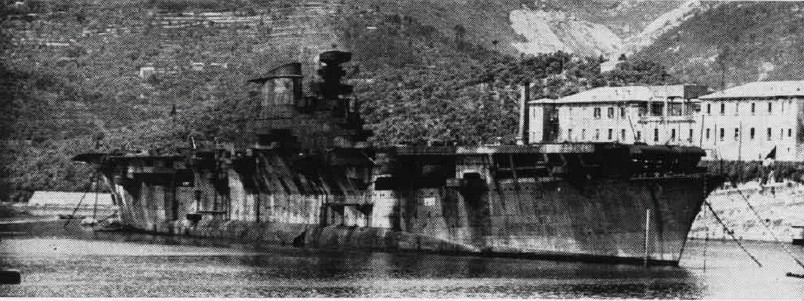
El Portaaviones italiano "Aquila" destrozado por los bombardeos aliados en 1943.